# Condado de Glynn
O Condado de Glynn é um dos 159 condados do Estado americano de Geórgia. A sede do condado é Brunswick, e sua maior cidade é Brunswick. O condado possui uma área de 1 516 km², uma população de 67 568 habitantes, e uma densidade populacional de 62 hab/km² (segundo o censo nacional de 2000). O condado foi fundado em 5 de fevereiro de 1777.